# She Loves Control
She Loves Control è un brano musicale della cantante statunitense Camila Cabello, terza traccia del primo album in studio Camila. Il brano è stato scritto dalla stessa cantante in collaborazione con Sonny John Moore, Adam Feeney, Louis Bell, Ilsey Juber e Mustafa Ahmed.
Anche se non ha mai ricevuto il trattamento promozionale di un singolo, She Loves Control ha fatto il suo ingresso in varie classifiche, raggiungendo la top 40 in Irlanda, Norvegia e Regno Unito; in quest'ultimo mercato ha venduto più di 200 000 copie, venendo certificato disco d'argento.

## Descrizione
She Loves Control è una canzone reggaeton con elementi di musica elettronica e dancehall, nella cui base strumentale spicca una chitarra spagnoleggiante. Il testo della canzone, secondo quanto scritto da Alexis Petridis nella sua recensione pubblicata su The Guardian, «ritrae il profilo di una spaccacuori che vive per le forti emozioni, ma può essere anche interpretato come una dichiarazione d'indipendenza da una situazione opprimente». Jamieson Cox di Pitchfork ha scritto che «She Loves Control è la forte dichiarazione di una popstar che non riusciva a sostenere una vita da girl group che non le permetteva di esprimere la sua individualità, e dimostra che Camila Cabello è in grado di valorizzare un ritmo moombahton con la stessa facilità con cui ha valorizzato Havana».

## Formazione
- Camila Cabello – voce, testo e musica
- Skrillex (Sonny John Moore) – produzione, testo e musica
- Frank Dukes (Adam Feeney) – co-produzione, testo e musica
- Louis Bell – produzione vocale, ingegneria della registrazione, testo e musica
- Ilsey Juber – testo e musica
- Mustafa Ahmed – testo e musica
- Manny Marroquin – missaggio
- Chris Galland – ingegneria del missaggio
- Robin Florent – assistenza al missaggio
- Scott Desmarais – assistenza al missaggio

## Classifiche
| Classifica (2018) | Posizione massima |
| ----------------- | ----------------- |
| Canada            | 77                |
| Grecia            | 46                |
| Irlanda           | 37                |
| Norvegia          | 36                |
| Paesi Bassi       | 81                |
| Portogallo        | 52                |
| Regno Unito       | 40                |
| Repubblica Ceca   | 80                |
| Slovacchia        | 67                |
| Spagna            | 69                |
| Svezia            | 77                |
| Svizzera          | 59                |